# Knikbloem
De knikbloem (Chondrilla juncea) is een vaste plant, die behoort tot de composietenfamilie (Asteraceae). De soort staat op de  Nederlandse Rode Lijst van planten als zeer zeldzaam en zeer sterk afgenomen. De plant komt van nature voor in Eurazië en is onder meer in Brits-Columbia en Australië een invasieve soort.
De plant heeft een tot 2,5 m lange penwortel, wordt 60-120 cm hoog en heeft een vertakte en bebladerde stengel. De rozetbladeren zijn veerspletig en de bovenste stengelbladeren zijn tot 10 cm lang, lijnvormig en omvatten de stengel niet. Op de onderkant van de stengel zitten stijve naar beneden gerichte roodbruine haren. Bij de vorming van de bloemstengel verdorren de rozetbladeren.
De knikbloem bloeit in juli en augustus met kleine hoofdjes. De bloeiwijze is een pluim met zeven tot vijftien hoofdjes. De bloempjes zijn lichtgeel van kleur. Op de bodem van het bloemhoofdje zitten geen stroschubben. De pappus bestaat uit vele haren.
De vrucht is een nootje met een snavel. De kraag van de snavel heeft vijf tot zes korte, spitse schubben.
De plant komt tussen het gras voor op droge, zandige grond.

## Namen in andere talen
- Duits: Binsen-Knorpellattich, Großer Knorpellattich
- Engels: Rush Skeletonweed, Hogbite
- Frans: Chondrille, Chondrille effilée, Chondrille à tige de jonc, Salade à bûches